# Nostalgia
Вижте пояснителната страница за други значения на Канал 4.
„Nostalgia“ е български филмов телевизионен канал.

## История
Канал 4 започва пробни излъчвания на 1 октомври 2014 г. Редовното излъчване на телевизията стартира на 22 декември 2014 г.
Програмата на канала е 19-часова – от 05:00 до 24:00 ч. В нея са включени най-добрите европейски, руски и американски игрални филми от последното десетилетие, както и класически образци на световното кино. Каналът излъчва също документални и научнопопулярни филми, сериали и теленовели.
На 5 април 2021 г. Канал 4 се ребрандира на канал Nostalgia.

## Галерия
- Канал 4 (2014 – 2021)